# Aeroportul Handan
Aeroportul Handan (IATA: HDG, ICAO: ZBHD) este un aeroport din Handan⁠(d), Hebei, Republica Populară Chineză ce deservește zona Handan⁠(d). Aeroportul a fost tranzitat în 2022 de 339.724 de pasageri.
Aeroportul dispune de o singură pistă.